# Ratifikace

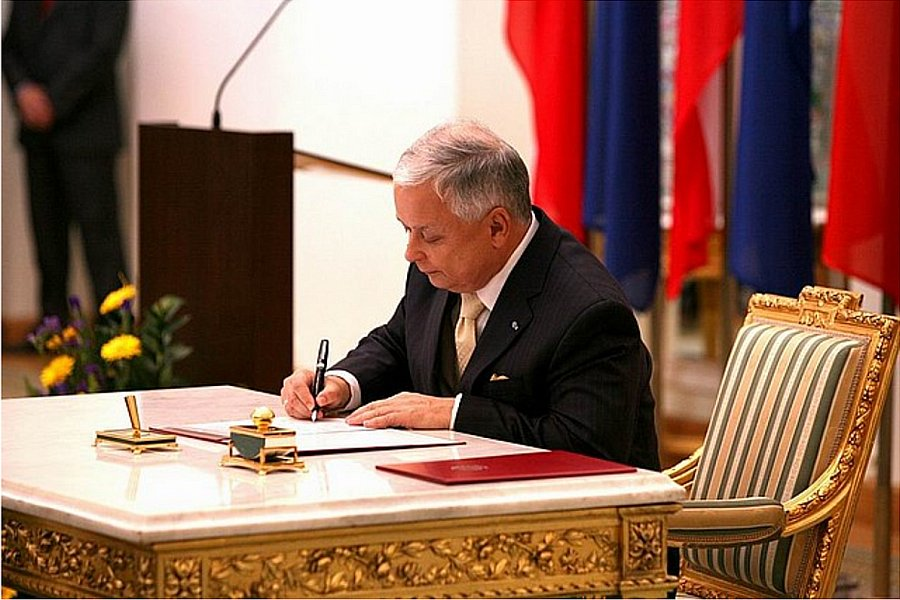
Polský prezident Lech Kaczyński ratifikuje Lisabonskou smlouvu

Ratifikace (z lat. ratus, platný a facere, udělat) je závazné potvrzení platnosti zvláště důležitého dokumentu, typicky mezinárodní smlouvy. V anglosaské oblasti se užívá i v soukromém právu, kde znamená potvrzení smlouvy, kterou sjednal nějaký agent, statutárním zástupcem.

## Mezinárodní právo
Závazné mezinárodní smlouvy mají povahu ústavních dokumentů a jsou nadřazeny vnitrostátnímu právu. Proto se u nich obvykle vyžaduje kromě běžného podpisu předsedy vlády či ministra při uzavírání dohody ještě další krok, totiž ratifikace. Smysl je v tom, aby platnost smlouvy nezávisela na politické situaci, jak ji vyjadřuje okamžité složení vlády. Je však samozřejmé, že podpis mezinárodní smlouvy příslušné vládní činitele zavazuje, aby ratifikaci v rámci svých možností podporovali. Formu ratifikace určují ústavy.
Pokud stát přistupuje k již platné smlouvě jako další smluvní strana, hovoří se o přistoupení nebo ratihabitaci (z latinského pro ratum habeo, považuji za platné).

## Ratifikace v České republice
V České republice se ratifikačního procesu účastní Parlament České republiky, který s ratifikací vyslovuje na základě článku 10 a článku 10a Ústavy souhlas, přičemž u mezinárodních smluv:
- upravujících práva a povinnosti osob,
- spojeneckých, mírových a jiných politických,
- z nichž vzniká členství České republiky v mezinárodní organizaci,
- hospodářských, jež jsou všeobecné povahy,
- u dalších věcí, jejichž úprava je vyhrazena zákonu,

je třeba podle článku 49 Ústavy souhlasu obou komor parlamentu. Ratifikace mezinárodních smluv je pak na základě článku 63 odst. 1 písm. b) Ústavy ukončena podpisem prezidenta republiky.
Na ratifikaci se může případně podílet i institut lidového hlasování (referendum). Tak tomu bylo při ratifikaci smlouvy o přistoupení České republiky k Evropské unii v červnu 2003, kdy pro ni v referendu hlasovalo 77,33 % voličů, volební účast byla 55,21 %.

## V jiných státech
V USA ratifikuje mezinárodní smlouvy prezident se souhlasem Senátu přijatého dvoutřetinovou většinou a ve Velké Británii vláda jménem krále. V Německu smlouvy ratifikuje prezident.